# Can’t Help Thinking About Me
«Can’t Help Thinking About Me» — песня Дэвида Боуи, выпущенная как сингл под именем David Bowie & the Lower Third в 1966 году. Он был первым синглом, выпущенным после того, как Дэвид Джонс изменил своё имя. Сингл был первой записью Боуи, выпущенной в США.

## Список композиций
Слова и музыка Дэвида Боуи.
1. «Can’t Help Thinking About Me» — 2:47
2. «And I Say to Myself» — 2:29

## Участники записи
- Дэвид Боуи — вокал
- Деннис Тейлор — гитара
- Грэхам Ривенс — бас-гитара
- Фил Ланкастер — барабаны
- Тони Хатч — продюсер

## Концертные версии
- Боуи неожиданно исполнил эту песню в VH1 Storytellers в 1999 году — впервые за более чем 30 лет.[3]

## Другие релизы
- В сентябре 1972 года лейбл Pye Records выпустил мини-альбом, содержащий четыре трека, одним из которых стал «Can’t Help Thinking About Me». Переиздание было попыткой заработать на популярности, недавно обретённой Дэвидом Боуи. Оно не попало в чарты, но стало подарком для коллекционеров. Оно вышло в конверте с надписью «Для коллекционера — ранний Дэвид Боуи».
- В сентябре 1972 года Pye Records также выпустил этот сингл в Испании, но на второй стороне этой версии была песня «I Dig Everything».
- Песня также появилась на следующих сборниках:
  - Don’t Be Fooled by the Name (Япония)
  - The Collection (1985)
  - 1966 (1988)
  - Introspective (1990)
  - Early On (1964-1966) (1991)
  - I Dig Everything EP (1999)

## Кавер-версии
- The Great Imposters — Dollars in Drag: A Tribute to David Bowie
- Davy Jones' Mannish Ideals — Only Bowie (1995)
- Purple Hearts — Beat That!